# Sztip
Sztip (mac. Штип, tur. İştip) – miasto we wschodniej Macedonii Północnej, nad Bregałnicą, u zbiegu kotlin Koczansko Pole i Owcze Pole. Ośrodek administracyjny gminy Sztip.

## Ludność
Struktura narodowościowa mieszkańców w 2002 roku:
- 87,31% Macedończycy
- 5,33% Romowie
- 3,82% Wołosi
- 2,19% Turcy
- 0,68% Serbowie
- 0,67% pozostali

## Historia
Pierwsza wzmianka o Sztipie, noszącym wówczas nazwę Astibo, pochodzi z I wieku n.e. Obecna nazwa pojawia się po zasiedleniu Bałkanów przez Słowian. Za czasów bizantyjskich miasto nazywa się Estipion. Od 1382 pod panowaniem osmańskim.

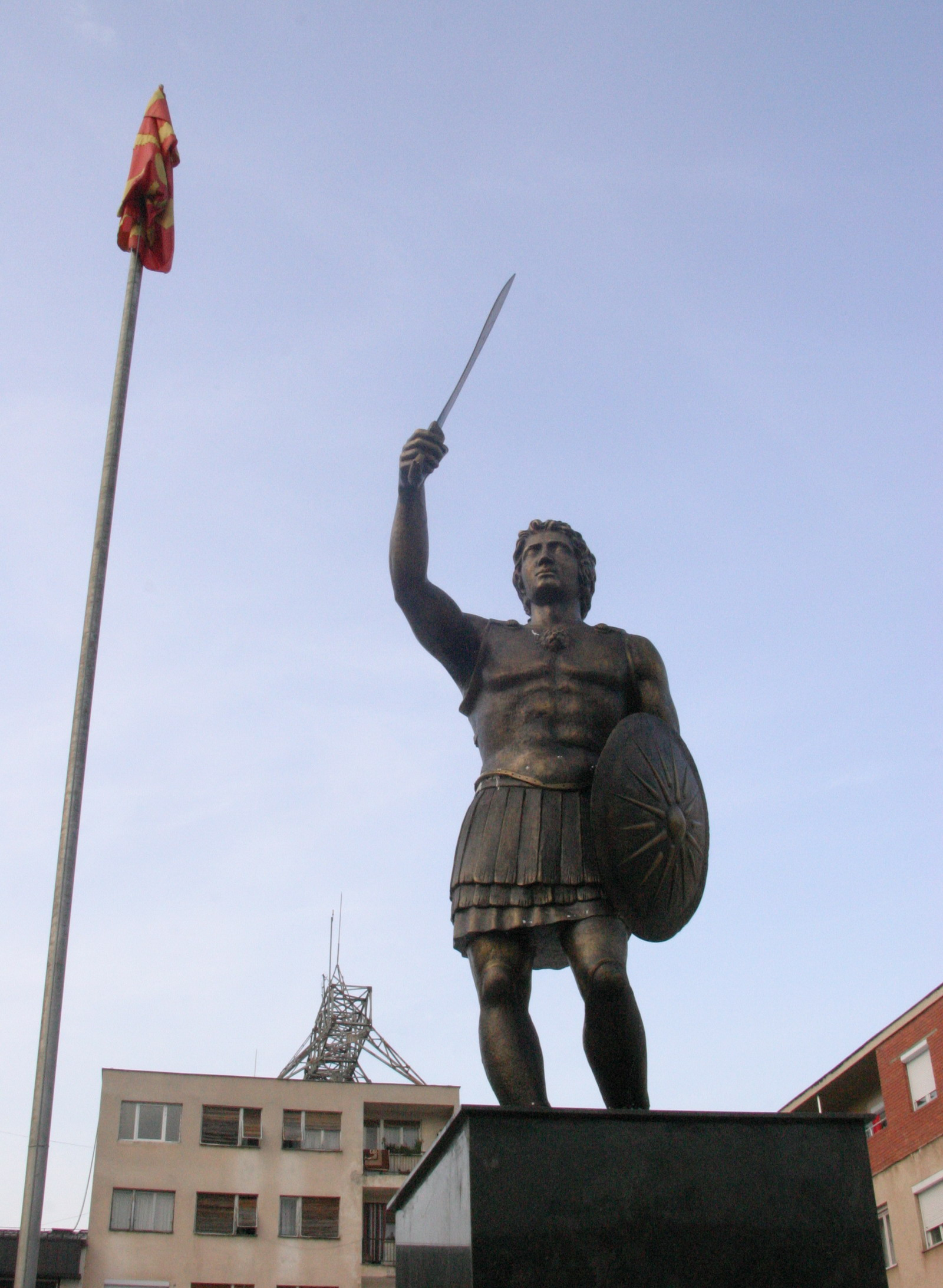
Pomnik Aleksandra Wielkiego w centrum miasta

## Zabytki
Do zabytków miasta należą monaster z XIV wieku, ruiny zamku na wzgórzu Isar i Bezisten – dawny bazar, dziś galeria sztuki.

## Zwyczaje
Każdego roku 22 marca jest obchodzone święto ku czci czterdziestu męczenników z Sebasty. Uczestnicy obchodów gromadzą się Sztipie i udają na wzgórze Isar. Zgodnie z tradycją podczas wędrówki każdy powinien pozdrowić 40 znajomych oraz zebrać 40 kamieni i 40 kwiatów lub gałązek z rosnących w pobliżu migdałowców. Po wejściu na szczyt wzgórza należy wypowiedzieć życzenia i wrzucić 39 kamieni do płynącej w dole rzeki. Ostatni kamień należy zachować i włożyć wieczorem pod poduszkę. Niezamężnym dziewczynom ma się przyśnić ukochany. W 2011 roku został złożony wniosek o wpisanie święta przez UNESCO na Listę reprezentatywną niematerialnego dziedzictwa kulturowego. Wpisu dokonano w 213 roku podczas spotkania w Baku w dniach 2–7 grudnia 2013 roku.

## Miasta partnerskie
- Split, Chorwacja